# آغوش اژدر
«آغوش اژدر» (اسپانیایی: El abrazo de la serpiente‎) فیلمی در ژانر ماجراجویی به کارگردانی سیرو گرا است که در سال ۲۰۱۵ منتشر شد.